# Lista de jogadores com mais de 500 home runs

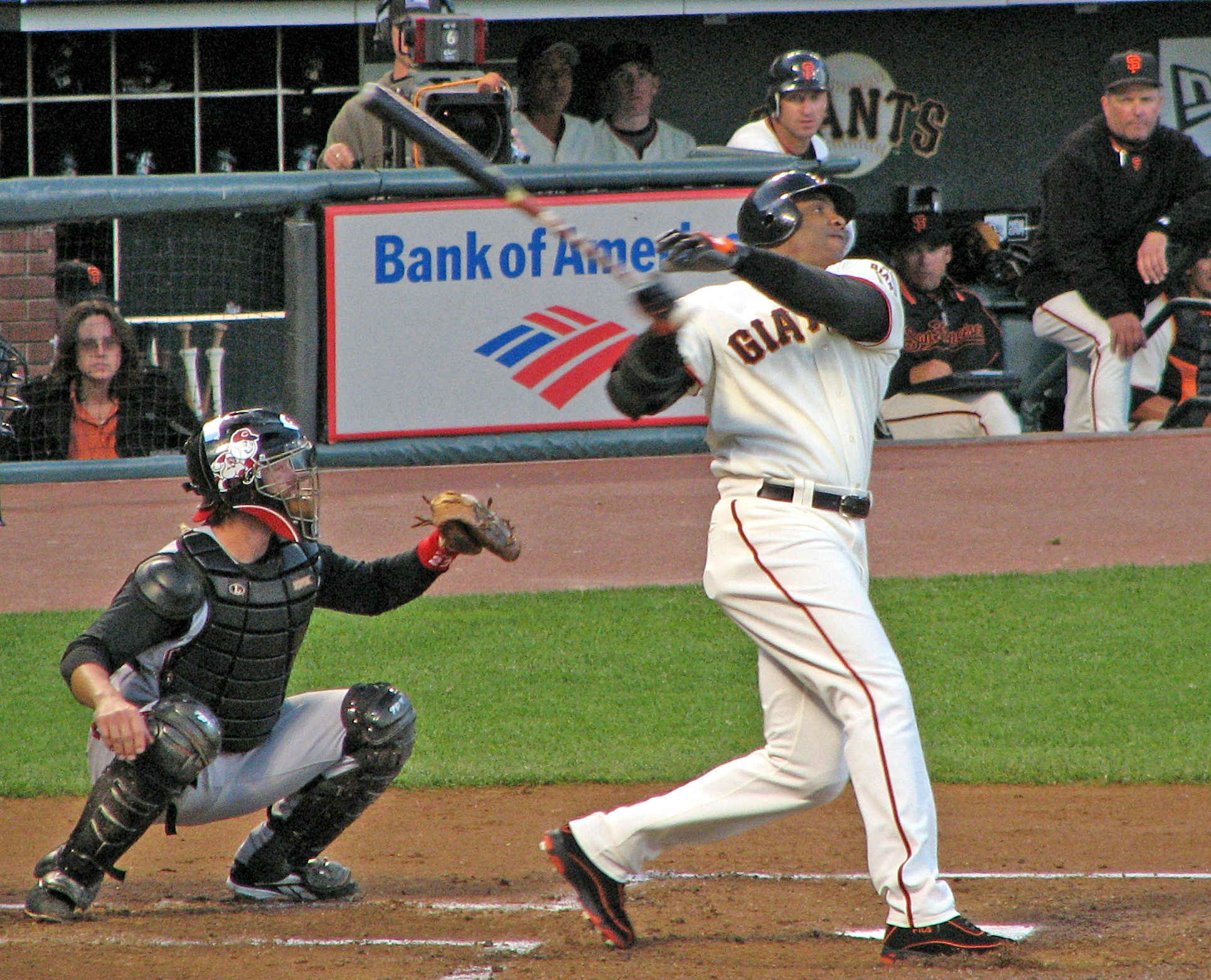
Barry Bonds se juntou ao clube de 500 home runs em 2001 e alcançou o recorde de 762 HRs em 2007.

Na Major League Baseball (MLB), o clube dos 500 home runs é um grupo de rebatedores que atingiram a marca de 500 ou mais home runs em suas carreiras. Em 11 de Agosto de 1929, Babe Ruth se tornou o primeiro membro do clube. Ruth encerrou sua carreira com 714 home runs, um recorde que permaneceu de 1935 até Hank Aaron o ultrapassar em 1974. Aaron encerrou sua carreira com 755 home runs, permanecendo como recordista até Barry Bonds estabelecer a marca atual de 762 durante a temporada de 2007. David Ortiz é o mais recente jogador a alcançar 500 home runs, conseguindo o feito em 12 de Setembro de 2015. Vinte e sete jogadores são membros do clube dos  500 home runs.
Dos 27 jogadores, 14 eram destros, 11 eram canhotos e 2 eram ambidestros. O San Francisco Giants e o Boston Red Sox são as únicas franquias a ver quatro jogadores atingir a marca enquanto em seu plantel: Mel Ott enquanto o time era conhecido como New York Giants, Willie Mays, Willie McCovey e mais  recentemente Bonds pelo Giants e Jimmie Foxx, Ted Williams e mais recentemente  Manny Ramirez e David Ortiz pelo Red Sox. Cinco dos membros do clube dos 500 home runs—Aaron, Mays, Eddie Murray, Rafael Palmeiro e Alex Rodriguez—são também membros do  clube das 3000 rebatidas. O 500º home run de Sheffield foi seu primeiro home run na carreira com o New York Mets, a primeira vez em que o 500º home run de um jogador foi também seu primeiro com sua franquia. Alex Rodriguez, com 32 anos e 8 dias, foi o mais jovem jogador a atingir a marca enquanto Ted Williams, aos 41 aos e 291 dias foi o mais velho.
A qualidade de associado ao clube dos 500 home runs é, algumas vezes, descrito como uma garantia de uma eventual entrada no Baseball Hall of Fame, embora alguns acreditem que o feito se tornou menos significativo em anos recentes. Cinco membros do clube elegíveis para o Hall of Game—Barry Bonds, Mark McGwire, Rafael Palmeiro, Gary Sheffield e Sammy Sosa—não foram eleitos. Bonds e Sosa fizeram sua primeira aparição em uma votação do  Hall of Fame em 2013; Bonds recebeu apenas 36,2% e Sosa 12,5% dos votos totais, quando 75% são necessários para a entrada. Elegibilidade requer que um jogador tenha se aposentado por cinco temporadas ou falecido ao menos a seis meses, desqualificando quatro jogadores ainda vivos e que estiveram ativos nas últimas cinco temporadas. Alguns acreditam que a marca de tornou menos importante devido ao alto número de novos membros; 10 jogadores se juntaram ao clube de 1999 até 2009. Além disso, diversos destes recentes membros tinham ligações com o uso de drogas para melhoria da performance. Alguns acreditam que por não ter eleito McGwire para o Hall, os votantes estavam estabelecendo um "referendo" em como seriam tratados os jogadores da era conhecida como "era dos esteróides".

## Campo
| Jogador    | Nome do jogador                                   |
| HR         | HRs na carreira                                   |
| Data       | Data do 500º home run                             |
| Time       | Time do jogador na época do 500º home run         |
| Temporadas | Temporadas que este jogador jogou na major league |
| †          | Eleito para o Baseball Hall of Fame               |
| ‡          | Jogador ainda ativo                               |

## Membros

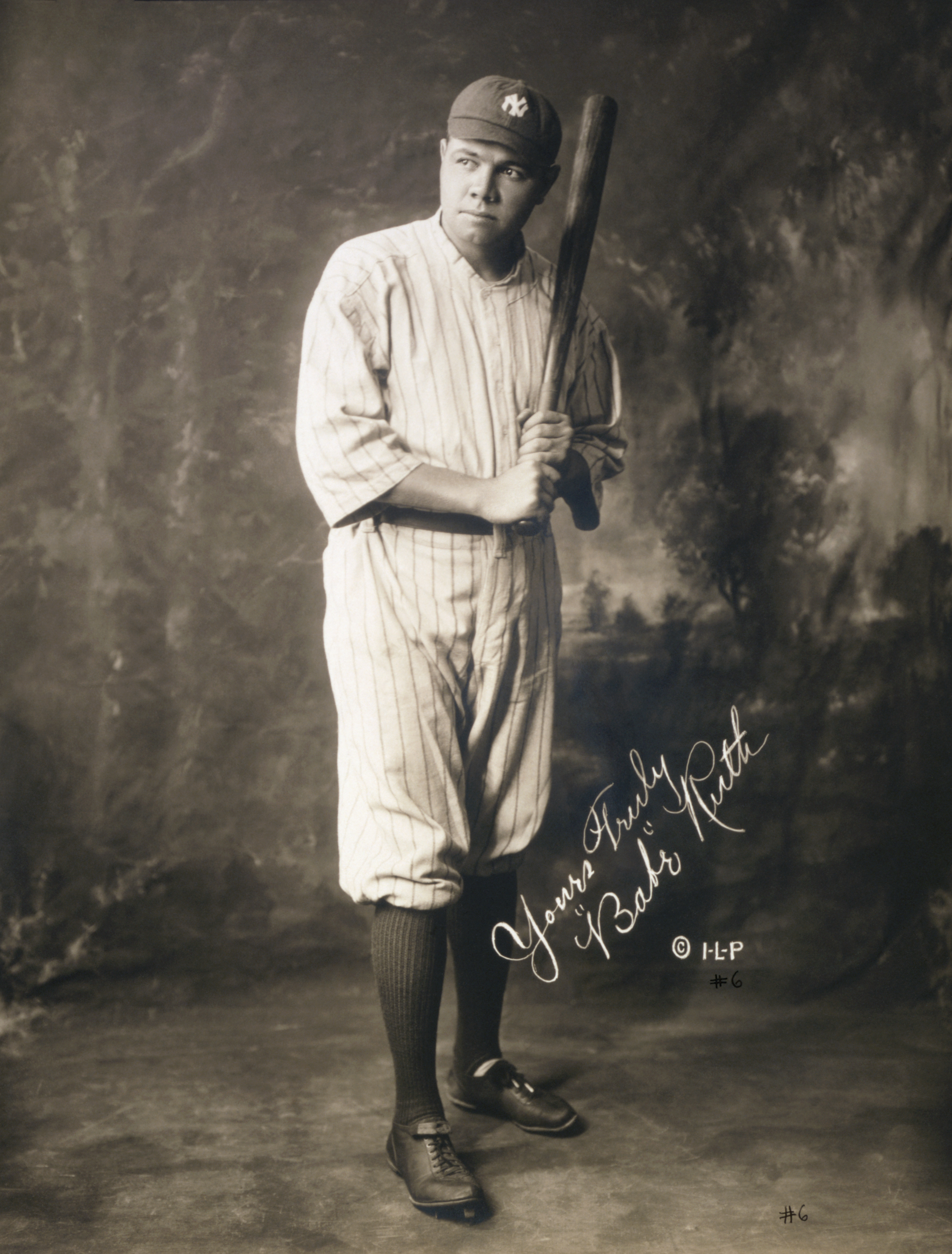
Babe Ruth foi o primeiro jogador a atingir 500 home runs e estabelecer seu recorde em 714 que permaneceu até 1974.

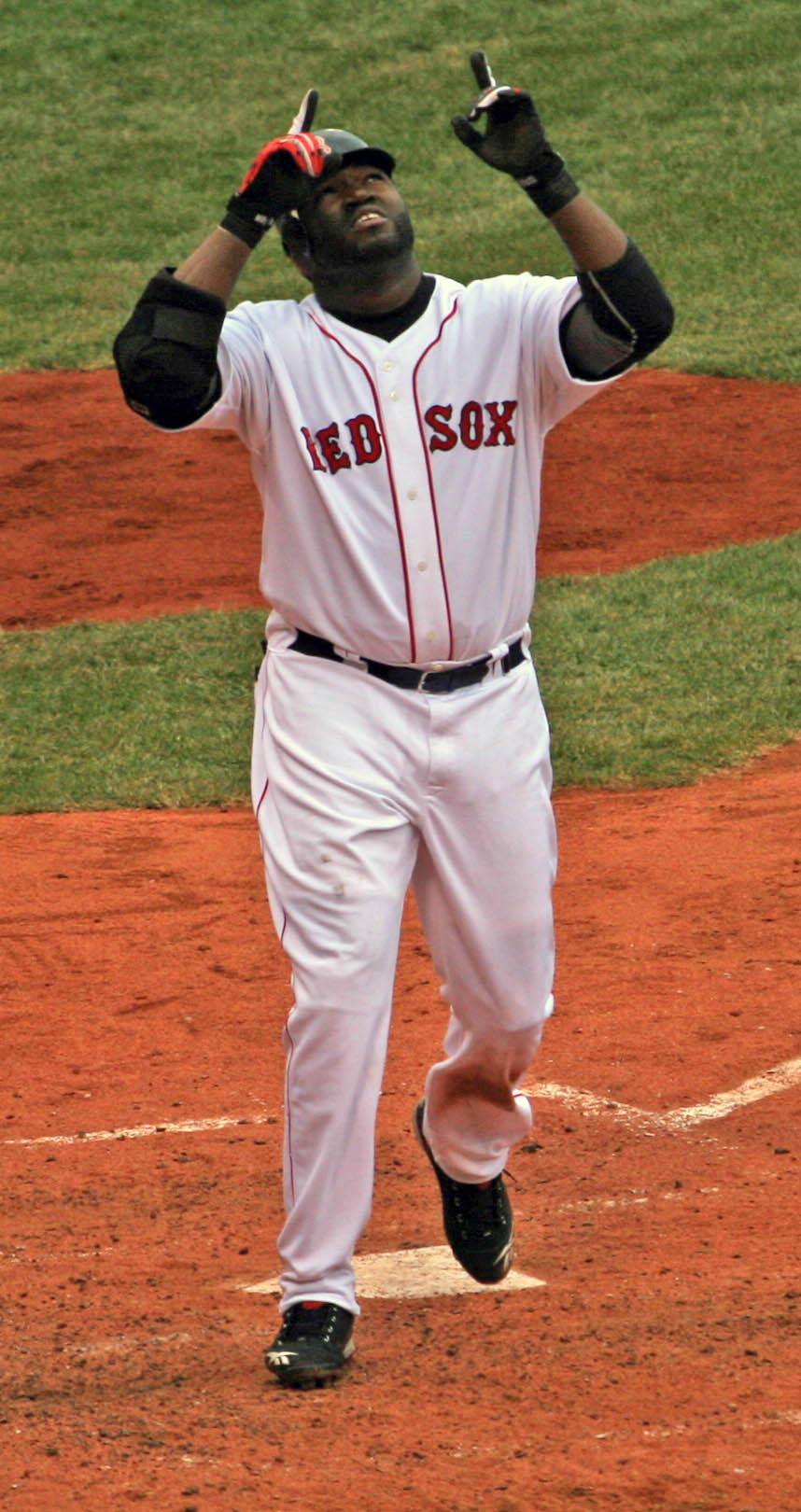
David Ortiz é o mais recente jogador a atingir a marca de 500 home runs, um dos 12 a conseguir o feito de 1999 até 2015.

Estatísticas atualizadas até 20 de agosto de 2018.
| Jogador           | HR  | Data                   | Time                          | Temporadas Jogadas   | Ref(s)        |
| ----------------- | --- | ---------------------- | ----------------------------- | -------------------- | ------------- |
| Barry Bonds       | 762 | 17 de Abril de 2001    | San Francisco Giants          | 1986–2007            | [ 13 ]        |
| Hank Aaron†       | 755 | 14 de Julho de 1968    | Atlanta Braves                | 1954–1976            | [ 14 ]        |
| Babe Ruth†        | 714 | 11 de Agosto de 1929   | New York Yankees              | 1914–1935            | [ 15 ]        |
| Alex Rodriguez    | 696 | 4 de Agosto de 2007    | New York Yankees              | 1994–2013, 2015-2016 | [ 3 ] [ 16 ]  |
| Willie Mays†      | 660 | 13 de Setembro de 1965 | San Francisco Giants          | 1951–1952, 1954–1973 | [ 17 ]        |
| Albert Pujols‡    | 633 | 22 de Abril de 2014    | Los Angeles Angels of Anaheim | 2001–presente        | [ 18 ]        |
| Ken Griffey Jr.   | 630 | 20 de Junho de 2004    | Cincinnati Reds               | 1989–2010            | [ 19 ]        |
| Jim Thome         | 612 | 16 de Setembro de 2007 | Chicago White Sox             | 1991–2012            | [ 5 ] [ 20 ]  |
| Sammy Sosa        | 609 | 4 de Abril de 2003     | Chicago Cubs                  | 1989–2005, 2007      | [ 21 ]        |
| Frank Robinson†   | 586 | 13 de Setembro de 1971 | Baltimore Orioles             | 1956–1976            | [ 22 ]        |
| Mark McGwire      | 583 | 5 de Agosto de 1999    | St. Louis Cardinals           | 1986–2001            | [ 23 ]        |
| Harmon Killebrew† | 573 | 10 de Agosto de 1971   | Minnesota Twins               | 1954–1975            | [ 24 ]        |
| Rafael Palmeiro   | 569 | 11 de Maio de 2003     | Texas Rangers                 | 1986–2005            | [ 25 ]        |
| Reggie Jackson†   | 563 | 17 de Setembro de 1984 | California Angels             | 1967–1987            | [ 26 ]        |
| Manny Ramirez     | 555 | 31 de Maio de 2008     | Boston Red Sox                | 1993–2011            | [ 27 ] [ 28 ] |
| Mike Schmidt†     | 548 | 18 de Abril de 1987    | Philadelphia Phillies         | 1972–1989            | [ 29 ]        |
| David Ortiz‡      | 541 | 12 de Setembro de 2015 | Boston Red Sox                | 1997–2016            | [ 30 ]        |
| Mickey Mantle†    | 536 | 14 de Maio de 1967     | New York Yankees              | 1951–1968            | [ 31 ]        |
| Jimmie Foxx†      | 534 | 24 de Setembro de 1940 | Boston Red Sox                | 1925–1942, 1944–1945 | [ 32 ]        |
| Ted Williams†     | 521 | 17 de Junho de 1960    | Boston Red Sox                | 1939–1942, 1946–1960 | [ 33 ]        |
| Willie McCovey†   | 521 | 30 de Junho de 1978    | San Francisco Giants          | 1959–1980            | [ 34 ]        |
| Frank Thomas†     | 521 | 28 de Junho de 2007    | Toronto Blue Jays             | 1990–2008            | [ 35 ] [ 36 ] |
| Ernie Banks†      | 512 | 12 de Maio de 1970     | Chicago Cubs                  | 1953–1971            | [ 37 ]        |
| Eddie Mathews†    | 512 | 14 de Julho de 1967    | Houston Astros                | 1952–1968            | [ 38 ]        |
| Mel Ott†          | 511 | 1° de Agosto de 1945   | New York Giants               | 1926–1947            | [ 39 ]        |
| Gary Sheffield    | 509 | 17 de Abril de 2009    | New York Mets                 | 1988–2009            | [ 2 ] [ 40 ]  |
| Eddie Murray†     | 504 | 6 de Setembro de 1996  | Baltimore Orioles             | 1977–1997            | [ 41 ]        |